# Man's Rights; Or, How Would You Like It?
Man's Rights; Or, How Would You Like It? Comprising Dreams est un roman utopique de science-fiction féministe de l'écrivaine américaine Annie Denton Cridge publié en 1870. Long de 44 pages et publié aux éditions William Denton, c'est un des premiers romans utopiques de science-fiction publié par une femme aux États-Unis. 

## Description
Cridge publie Man's Rights en 1870. C'est un roman de science-fiction utopique et de satire, et le premier roman utopique féministe connu écrit par une femme,. Le texte décrit une utopie féministe, où les rôles de genre sont inversés, les femmes dominent et gouvernent et les hommes sont dominés et doivent s'organiser pour revendiquer des droits,,,.

## Résumé
Le texte présente neuf rêves vécus par une narratrice à la première personne. Dans les sept premiers rêves, elle visite la planète Mars, où elle découvre une société où les rôles et les stéréotypes sexuels traditionnels sont inversés. La narratrice est témoin de l'oppression des hommes sur Mars et de leur lutte pour l'égalité. Bien qu'initialement confinés à la maison et strictement contrôlés, ils commencent à œuvrer à leur libération après que les progrès technologiques les aient libérés de certaines de leurs tâches domestiques éreintantes. Dans les deux derniers rêves, le narrateur visite les États-Unis du futur, dirigés par une femme présidente et avec un équilibre entre les hommes et les femmes à la Chambre des représentants des États-Unis et au Sénat des États-Unis. Les législateurs ont cessé d'infliger des amendes et d'emprisonner les prostituées, et ce sont désormais les clients masculins qui sont arrêtés et envoyés en maison de redressement moral (en). Un grand nombre de femmes se sont lancées dans l'agriculture, et la nation a un avenir économique prometteur. Le narrateur conclut en se demandant si ce rêve n'est pas, après tout, une prophétie.